# Maronia celadon
Maronia celadon (лат.) — вид чешуекрылых из подсемейства совок-пядениц. Единственный представитель рода Maronia.

## Описание
Голова коричневая. Щупики изогнутые. Усики опушенны очень короткими волосками. Грудь беловато-коричневая Ноги стройные и гладкие. Размах крыльев 19—24 мм. Передние крылья широкие, бледно-серые с темно-коричневым пятном около середины. Задние крылья коричневато-серые, внутренний их край беловатый. Наружный край задних крыльев извилистый. Брюшко беловато-серое c тёмно-коричневым пятном у основания.

## Распространение
Вид встречается во Французской Гвиане в бассейне реки Марони.